# Mörttjärnen (Malå socken, Lappland, 722531-165601)
Mörttjärnen är en sjö i Malå kommun i Lappland och ingår i Skellefteälvens huvudavrinningsområde.